# Popular (canção)
"Popular" é uma canção gravada pelo cantor canadense The Weeknd, pelo rapper americano Playboi Carti, e pela cantora americana Madonna. Foi lançada em 2 de junho de 2023, através da XO e Republic Records, servindo originalmente como segundo single de The Idol, Vol. 1, a descartada trilha sonora da série de televisão da HBO, The Idol. A canção foi posteriormente incluída na edição deluxe de 2024 da coletânea de grandes êxitos de The Weeknd, The Highlights (2021). Uma canção R&B, foi escrita por The Weeknd, Playboi Carti, Metro Boomin, Mike Dean e Tommy Rush, juntos do co-criador de The Idol, Sam Levinson, Michael Walker e John Flippin.
Comercialmente, "Popular" alcançou o top dez no Canadá, Austrália, Japão, Nova Zelândia e Reino Unido, também atingindo o top vinte em países como Suíça, Bélgica, Irlanda, índia e Lituânia. "Popular" recebeu o certificado de ouro na Nova Zelândia, Reino Unido, França, Itália e em outros mercados. Nos Estados Unidos, "Popular" recebeu o certificado de platina da Recording Industry Association of America (RIAA) em junho de 2024. A canção obteve avaliações positivas dos críticos musicais. Após seu lançamento, foi selecionada como uma das melhores canções do ano pela Rolling Stone.

## Videoclipe
Para acompanhar seu lançamento, The Weeknd disponibilizou um visualizer da canção em seu canal no YouTube, que mostra uma montagem de clipes e fotos da estreia da série em Cannes e do afterparty.